# Жоаллан, Поль-Жюль
Поль-Жюль Жоаллан (фр. Paul-Jules Joalland, 8 сентября 1870 — 27 сентября 1940) — французский военный, участник колониальных войн в Африке.
Поль-Жюль Жоаллан родился в 1870 году на Гваделупе в семье капитана Artillerie de marine. Учился в Лорьяне в лицее Дюпюи-де-Лом, после окончания которого выбрал военную карьеру. В 1889 году отправился в Индокитай с 1-м полком колониальной артиллерии. В 1893 году поступил в пехотное училище в Версале, по окончании которого в 1894 году получил звание 2-го лейтенанта. После гарнизонной службы в Лорьяне получил назначение во Французский Судан, где в 1896 году получил звание лейтенанта. С 1897 года участвовал в боевых действиях против королевств Моси, во время которых познакомился с капитаном Вуле.
В 1898 году Вуле организовал экспедицию к озеру Чад, в состав которой вошёл и Жоаллан. Во время движения экспедиции производились грабежи и массовые убийства местного населения, в результате чего во Франции приняли решение сместить Поля Вуле с поста главы экспедиции и отозвать его во Францию для суда. Однако Вуле застрелил доставившего этот приказ подполковника Клобба и попытался взбунтовать солдат, но был застрелен. Вставший вместо него во главе экспедиции лейтенант Марк Палье захватил город Зиндер, и там среди участников экспедиции произошёл раскол. Палье с половиной сил был вынужден вернуться во Французский Судан, а произведённый в капитаны Жоаллан принял на себя командование оставшимися силами.
3 октября 1899 года французские офицеры покинули Зиндер, взяв с собой 170 стрелков и артиллерийское орудие; 100 стрелков под командованием сержанта Бутеля остались ждать двигавшуюся с севера экспедицию Фуро-Лами, которая прибыла в ноябре. 23 октября колонна Жоаллана достигла озера Чад и, обойдя его с юга, встали лагерем на восточном берегу. В начале 1900 года к ним присоединилась обошедшая озеро Чад с севера экспедиция Лами. В апреле 1900 года объединённые французские силы захватили Куссери, а 21 апреля к ним присоединилась экспедиция Жантиля, пришедшая из бассейна реки Конго. На следующий день состоялась битва при Куссери, в ходе которой объединённые французские силы под общим командованием Лами разгромили войско местного правителя Рабих аз-Зубайра и убили его самого. Империя Рабиха пала, а в сентябре французским правительством была образована Военная территория Чад.
После этого Жоаллан вернулся в Зиндер, а 11 октября отбыл во Францию. 13 марта 1901 года он прибыл в Марсель, и вскоре за свои успехи в Африке был произведён в кавалеры Ордена Почётного легиона. Затем он служил в Кохинхине (1902—1903) и Тонкине (1905—1907).
Во время Первой мировой войны как артиллерийский офицер принимал участие в боевых действиях на Западном фронте, в 1915 году был произведён в подполковники, а к концу войны стал полковником.
После войны Жоаллан вновь отправился в колонии и стал командующим артиллерией на Мадагаскаре. С 1922 году он стал командующим базирующегося в Лорьяне 1-го полка колониальной артиллерии, в 1925 году вновь был отправлен во Французскую Западную Африку. 24 ноября 1929 года ушёл в отставку, получив звание бригадного генерала.
Погиб на своей вилле 27 сентября 1940 года, когда оккупированный немцами Лорьян подвергся первой бомбардировке британской авиацией.